# Muhlenbergia grandis
Muhlenbergia grandis är en gräsart som beskrevs av George Vasey. Muhlenbergia grandis ingår i släktet muhlygräs, och familjen gräs. Inga underarter finns listade i Catalogue of Life.